# 宋欣橋
宋欣橋（1954年—），山西孟縣人，1976年至2003年在中華人民共和國國家語委任職，1990年代官至普通話推廣司培訓處副處長。他所写的《盂縣方言志》（1991）記錄了晉語孟縣話。2018年，宋欣橋所作的《香港普通話測試研究與發展》因其「粵語非母語」的所言，引起公眾和學界人士的批評。

## 官場經歷
生於1954年山西孟縣，文革經歷不詳。恢復高考後，北京大學中文系漢語本科畢業，曾任中學教師。。1976年至2003年在中華人民共和國國家語委任職，1990年代官至普通話推廣司培訓處副處長，離職前是國家語委普通話培訓測試中心主任助理，和教育部語言文字應用研究所副教授。擔任多種普通話教材的編寫、審訂和顧問。1984年至今在國家語委舉辦的中央普通話進修班，擔任主講教師，包括由1994年起舉辦的「國家級普通話水平測試員資格考核培訓班」。他目前是香港中文大學的普通話教育研究及發展中心顧問。他亦是香港城市大學的普通話培訓測試中心的學術顧問。

## 爭議
2013年香港教育局編的《普通話學與教經驗分享》輯錄了宋欣橋《淺論香港普通話教育的性質與發展》，宋欣橋主張漢人不論會不會普通話，其母語都是普通話，因為他的族裔身份決定他的母語必須是漢民族共同語，他的原文寫道：「一種語言中的方言不能視為母語。因此把粵語稱作母語，不是嚴格意義上母語的含義」，「普通話就是規範的現代漢民族共同語...漢民族共同使用的語言就是漢語...香港人中絕大多數人的民族屬於漢族。那麼，有關香港人母語的較為確切的表述應該是：香港漢族人的母語是漢語。宋欣橋又引用了國家語委副主任李宇明在2003年的觀點「母語這個概念通常是相對外族語或外國語而言的...香港多數人的母言是粵方言，但其母語仍然應當看作是漢民族共同語」。
此文在2018年5月曝光引起香港公眾嘩然。黃盛在香港前特首董建華的基金會思考香港刊物指出，族裔與母語無必然關係，「在西雅圖出生的拉丁裔美國人的母語或許僅僅是英語而不懂西班牙語...移民加拿大後，很多子女雖在族裔上屬於漢族，『漢語』都不在他們的母語之列」；黃盛又指出母語也不一定是國語，「西方社會沒有這種近乎強迫性障礙的大一統觀，因而容許國民擁有非國語的母語。」同月舉辦演唱會的梁詠琪、古巨基，特意表明用母語演唱，而當中沒有一首是普通話歌曲。同月，台灣行政院大陆委员会向香港發佈旅遊宣傳片，代言人蔣雅文特意指出是用母語（非普通話）代言。這是香港主權移交以來第二次發生香港教育部門在公文貶損粵語而造成社會事件，上一次是香港教育局官員蔡若蓮在公文指「廣東話（一種不是法定語言的中國方言）」（2013年撰文，2014年2月造成社會事件）。
另外，宋欣橋聲言「1951年聯合國教科文組織就把母語稱為本族語」，然而《明報》查證宋欣橋說法不實，實則該組織討論如何在世界推廣母語教學以保留語言多樣性，會前文件定義母語為「一個人自幼習得的語言，通常是其思維與交流的自然工具」。王偉雄教授批評宋欣橋冒用聯合國的威名把「母語」重新定義為「本族語」是偷天換日。